# La Vergne (Charente Marittima)
La Vergne è un comune francese di 695 abitanti situato nel dipartimento della Charente Marittima nella regione della Nuova Aquitania.

## Società

### Evoluzione demografica
Abitanti censiti